# Nimbin
Nimbin est un village australien, localisé en Nouvelle-Galles du Sud à 780 kilomètres de Sydney et peuplé par une communauté de hippies.
Nimbin est un village rural jusqu'en 1973, quand, lors du festival du Verseau, un grand rassemblement d'étudiants, d'altermondialistes, de hippies et de fêtards investissent les lieux. L'événement attire l'attention des autorités et des services de police qui constatent que les hippies consomment de la marijuana. De nombreux participants au festival se sont alors installés pour former des communautés, certaines fédérées autour d'une philosophie mais la plupart sans idéologie particulière. Depuis lors, le secteur a attiré de nombreux auteurs, artistes, musiciens, acteurs, écologistes, adeptes de la permaculture, petits fermiers et autres utopistes en quête d'une société nouvelle. Lors du recensement de 2001, le village comptait 779 habitants. L'endroit fait partie de la Rainbow region et est un lieu important de la culture des aborigènes Bundjalung. Le 13 août 2014, un violent incendie a détruit complètement le Nimbin Museum ainsi que le célèbre Rainbow Café.

## Le cannabis érigé en mode de vie
Officiellement, la culture, la commercialisation et la détention de cannabis sont illégales, à Nimbin comme dans le reste de l'Australie. Cependant, il y a une grande tolérance vis-à-vis de la culture du cannabis, et l'achat, la vente et la consommation du cannabis local se font ouvertement, dans la rue.
Pour rallier le reste de l'Australie à la fin de l'interdiction du cannabis, Nimbin organise chaque année son festival le MardiGrass (en) (littéralement le Mardi de l'herbe par analogie homophonique avec la fête traditionnelle du Mardi Gras). Lors des festivités, de nombreuses personnes se rendent à Nimbin pour participer à des divertissements et des jeux autour du cannabis. Parmi les réjouissances on peut observer : le Rally et le Défilé anti-prohibition avec les fées Ganja, la Coupe du Cannabis de Nimbin, le chanvre Olympix et son rituel de la pipe à eau, le Roulement Commun et la Fête du Cultivateur de fer au cours de laquelle des coureurs doivent transporter un sac de 20 kg d'engrais, suivi d'un seau d'eau avant d'être récompensés par la Récolte. La nuit, les divertissements s'étendent de la rave party, à l'écoute de poésie ou de jazz dans les cafés locaux.

## L'économie de Nimbin
Les revenus de Nimbin sont principalement issus :
- du tourisme : la pleine saison commence au printemps et se termine à la fin de l'été.
- de l'immobilier : en 2004, la région a connu une forte croissance immobilière alimentée par des personnes qui quittent les grandes villes en quête d'un style de vie alternatif ou plus proche de la nature. De vastes fermes ont été divisées en petites parcelles à vendre. Après une accalmie des prix en 2005, la pression immobilière vient maintenant du côté d'Uki (en) où les salariés de Tweed Heads et Gold Coast font monter les prix des habitations.
- des énergies renouvelables ; de nombreuses industries écologiques sont actives à Nimbin : la Rainbow Power Company, le Djanbung Gardens  fondé par Robyn Francis, le Nimbin Environment Centre, la Ecosilk Bags et la Nimbin Candle Factory.
- des services de santé et de soins : des traitements et des remèdes basés sur la philosophie New Age sont disponibles sous pratiquement toutes les formes.
- de l'artisanat d'art : les arts locaux sont prospères et visibles lors d'expositions et dans les galeries du village.

## Villes jumelées
- Woodstock (États-Unis)
- Takaka (Nouvelle-Zélande)
- North Cave (Angleterre)
- Freetown Christiania (Danemark)